# Aeshna serrata
Aeshna serrata – gatunek ważki z rodzaju Aeshna i rodziny żagnicowatych (Aeshnidae). Występuje od Finlandii po Armenię i Kirgistan, na Syberii aż po najbardziej na wschód wysunięte stepy, odnotowany został nawet na Kamczatce.